# گرت شلنبرگ
گرت شلنبرگ (به آلمانی: Gert Schellenberg) (زاده ۱۹۴۹) بازیکن فوتبال و مهاجم اهل آلمان شرقی بود که از سال ۱۹۷۴ میلادی عضو تیم ملی فوتبال آلمان شرقی بوده‌است. وی در ۳ بازی ملی حضور داشته و در بازی‌های ملی‌اش گلی به ثمر نرساند. گرت شلنبرگ آخرین بازی ملی خود را در سال ۱۹۷۴ میلادی انجام داد.